# Regenwurmaale
Die Regenwurmaale (Chaudhuriidae) sind eine kleine Familie (ca. zehn Arten beschrieben) in der Ordnung der Kiemenschlitzaalartigen (Synbranchiformes). Die Fische ähneln in Größe und Färbung Regenwürmern.

## Merkmale
Infolge ihrer Kleinheit und halb wühlenden Lebensweise sind viele Knochen-Elemente reduziert: Basisphenoid, Pterosphenoid, Entopterygoid, Dermopalatinum, Autopalatinum, Posttemporale (Hinterschläfenknochen), die Branchiospinen, die Zahnplatte des Pharyngobranchiale II (s. Fischschädel), distale Pectoral-Radialia, Dorsalis- und Analis-Stacheln und deren Pterygiophoren, Epuralia, Uroneuralia, Parhypurale; Reduktion der Zahl der Epicentralia und Hypuralia. Die Augen sind klein, unter einer dicken Haut, oft sind diese Fische also praktisch blind (natürlich aber lichtempfindlich). Regenwurmaale leben in (oft ganz seichten) Wassergräben, Tümpeln, Sumpfwiesen, Reisfeldern (also synanthrop) von Insektenlarven, Kleinkrebsen und anderem benthischen und sedimentbewohnenden Getier: die Kiefer sind fein bezahnt. Über ihre sonstige Biologie ist sehr wenig bekannt. Die Seitenlinienkanäle fehlen meist, die Schuppen oft, die Haut ist schlüpfrig (lediglich die Gattung Chendol hat Schuppen und Seitenlinienkanäle). Die Brustflossen sind klein und lappenartig; die Schwanzflosse ist klein, zu einem Strahl reduziert oder aber ganz fehlend (so dass Rücken- und Afterflosse bei den Gattungen Nagaichthys und Pillaia einen Saum bilden). Chaudhuria hat 72 Wirbel und die Flossenformel D 40, A 40, C 7.
Pillaia indica hat laut Yazdani (1976) noch einen rostralen Knorpelstab, was wie die Reduktion der Palatin-Region des Suspensoriums (u. a.) für die Verwandtschaft der Regenwurmaalen mit den Stachelaalen (Mastacembelidae) spricht. Annandale hielt sie noch für Aalartige (Anguilliformes), und später vermutete man mitunter eine Ableitbarkeit von Schleimfischartigen (Blennioidei) oder Nanderbarschen (Nandidae).

## Gattungen und Arten
Die Gattungen und Arten: Verbreitung (zwischen Indien, Korea und Borneo) und Maximallängen:
- Bihunichthys Kottelat & Lim, 1994
  - Bihunichthys monopteroides Kottelat & Lim 1994; Indonesien, Malaysia. 4 cm.
- Chaudhuria Annandale, 1918
  - Chaudhuria caudata Annandale 1918; Burma bis Kambodscha. 6 cm.
  - Chaudhuria fusipinnis Kottelat & Britz 2000; Laos. 4,5 cm.
  - Chaudhuria ritvae Britz, 2010; südliches Burma.
- Chendol Kottelat & Lim 1994
  - Chendol keelini Kottelat & Lim 1994; Malaysia, Indonesien. 6 cm.
  - Chendol lubricus Kottelat & Lim 1994; Indonesien. 6 cm.
- Garo Talwar, Yazdani & Kundu 1977
  - Garo khajuriai Talwar, Yazdani & Kundu 1977; Assam. 7 cm.
- Nagaichthys Kottelat & Lim 1991.
  - Nagaichthys filipes Kottelat & Lim 1991; Indonesien, Malaysia. 3 cm.
- Pillaia Yazdani, 1972
  - Pillaia indica Yazdani 1972; Meghalaya (Indien). 8 cm.
  - Pillaia kachinica Kullander, Britz & Fang 2000; Nordburma. 6 cm.
- Pillaiabrachia Britz, 2016
  - Pillaiabrachia siniae Britz, 2016